# Горњи Каменград
Горњи Каменград је насељено мјесто у саставу општине Сански Мост, Федерација Босне и Херцеговине, БиХ.

## Становништво
| godina popisa      | 1991.          | 1981.          | 1971.          |
| Муслимани          | 1.380 (99,49%) | 1.343 (99,85%) | 1.553 (99,29%) |
| Срби               | 1 (0,07%)      | 0              | 4 (0,25%)      |
| Хрвати             | 0              | 0              | 0              |
| Југословени        | 0              | 1 (0,07%)      | 0              |
| остали и непознато | 6 (0,43%)      | 1 (0,07%)      | 7 (0,44%)      |
| Укупно             | 1.387          | 1.345          | 1.564          |